# Martin Petersen
Martin Petersen (Filderstadt, 28 febbraio 1985) è un arbitro di calcio tedesco.

## Biografia
Petersen, di professione agente immobiliare, è un membro del club VfL Stuttgart. Nel 2000 ha superato l'esame di arbitro e dal 2001 ha arbitrato partite nel campionato distrettuale sotto osservazione e ha lavorato come assistente arbitro nell'Oberliga. Nel 2002 ha iniziato ad arbitrare partite nella Landesliga Württemberg, diventando il più giovane arbitro della lega statale di tutti i tempi nel Württemberg. Dal 2005 ha assunto la direzione della Verbandsliga Württemberg prima di passare all'Oberliga Baden-Württemberg solo un anno dopo. Dal 2008 è stato attivo nel Fußball-Regionalliga Süd prima che nel 2009 gli fosse permesso di arbitrare le sue prime partite da professionista nella 3. Liga. È stato anche attivo come assistente nella 2. Fußball-Bundesliga. Nel 2011 è diventato arbitro permanente della 2. Bundesliga ed è anche assistente in Bundesliga, dove ha lavorato in 15 partite nella stagione 2014/15.
Il 10 agosto 2015, Petersen è stato colpito alla testa da un accendino nel primo turno principale della DFB-Pokal 2015-2016 come arbitro principale nella partita tra VfL Osnabrück e RB Leipzig quando il punteggio era 1-0 al 71º minuto, dopo di che ha prima interrotto il gioco e lo fermò pochi minuti dopo. Aveva subito una lieve commozione cerebrale.
Petersen arbitra in Bundesliga dalla stagione 2017/18. La prima partita sotto la sua guida in Bundesliga è stata quella tra 1. FC Köln ed Eintracht Frankfurt il 20 settembre 2017.